# Picotet ventreblanc
El picotet ventreblanc (Picumnus spilogaster) és una espècie d'ocell de la família dels pícids (Picidae) que habita la selva humida i boscos fins als 500 m, a l'est de Veneçuela, Guaiana i l'adjacent nord del Brasil.